# Sierra del Oso
Sierra del Oso este o arie protejată (arie specială de conservare — SAC, sit de importanță comunitară — SCI) din Spania întinsă pe o suprafață de 12.175,6 ha, integral pe uscat.

## Localizare
Centrul sitului Sierra del Oso este situat la coordonatele 37°51′06″N 2°06′20″W / 37.8518°N 2.1055°V.

## Înființare
Situl Sierra del Oso a fost declarat sit de importanță comunitară în decembrie 1997 pentru a proteja 32 de specii de animale. Situl a fost protejat și ca arie specială de conservare în ianuarie 2015.

## Biodiversitate
Situată în ecoregiunea mediteraneană, aria protejată conține 13 habitate naturale: Galerii și tufărișuri riverane sudice (Nerio-Tamaricetea și Securinegion tinctoriae), Matorral arborescenți cu Juniperus spp., Lande oro-mediteraneene cu formațiuni endemice de grozamă, Pajiști umede mediteraneene cu ierburi înalte de Molinio-Holoschoenion, Tufărișuri termo-mediteraneene și de pre-deșert, Păduri de Quercus ilex și Quercus rotundifolia, Pseudostepă cu ierburi și specii anuale de Thero-Brachypodietea, Râuri mediteraneene cu debit permanent și vegetație de Glaucium flavum, Dehesas cu Quercus spp. perene, Tufărișuri halo-nitrofile (Pegano-Salsoletea), Păduri de pin mediteraneene cu pini mezogeni endemici, Formațiuni stabile xerotermofile de Buxus sempervirens pe pante stâncoase (Berberidion p.p.), Vegetație gipsofilă iberică (Gypsophiletalia).
La baza desemnării sitului se află mai multe specii protejate de  păsări (32): uliu porumbar (Accipiter gentilis), fâsă-de-câmp (Anthus campestris), acvilă de munte (Aquila chrysaetos), buha (Bubo bubo), Bucanetes githagineus, șorecarul comun (Buteo buteo), Certhia brachydactyla, șerpar (Circaetus gallicus), porumbel gulerat (Columba palumbus), Falco naumanni, șoim călător (Falco peregrinus), șoimul rândunelelor (Falco subbuteo), vânturel roșu (Falco tinnunculus), cinteză (Fringilla coelebs), ciocârlan (Galerida cristata), Galerida theklae, vulturul pleșuv sur (Gyps fulvus), acvilă pitică (Hieraaetus pennatus), forfecuță gălbuie (Loxia curvirostra), ciocârlie de pădure (Lullula arborea), muscar sur (Muscicapa striata), pietrar mediteranean (Oenanthe hispanica), Oenanthe leucura, pietrar sur (Oenanthe oenanthe), ciuf-pitic (Otus scops), pițigoi de brădet (Periparus ater), Pyrrhocorax pyrrhocorax, mărăcinar negru (Saxicola torquatus), silvie roșcată (Sylvia cantillans), Sylvia conspicillata, silvie de tufiș (Sylvia undata), pănțărușul (Troglodytes troglodytes).
Pe lângă speciile protejate, pe teritoriul sitului au mai fost identificate 19 specii de plante, 42 de specii de păsări.